# Leonid Cijik
Leonid Cijik (în rusă Леонид Чижик; n. 1 noiembrie 1947, Chișinău, RSS Moldovenească, URSS) este un pianist și compozitor de jazz sovietic și german, precum și profesor de muzică. Este un artist de onoare al RSFSR (1990).

## Biografie
S-a născut în 1947 la Chișinău, pe atunci în RSS Moldovenească, URSS, într-o familie evreiască.
A absolvit școala de muzică de zece clase de pian în Harkov (1954-1965). În 1965 a intrat la departamentul de pian al Institutului Pedagogic Muzical „Gnesinî” (clasa lui Teodor Gutman) la Moscova, unde a studiat până în 1968; în 1970 a absolvit Conservatorul din Gorki. 
În 1965-1967 a cântat în trio-ul de jazz al lui Gherman Lukianov, în 1969-1971 în Orchestra de Stat a RSFSR sub conducerea Leonid Utiosov.
În 1972 a fost solist la Mosconcert, în 1973-1976 a condus propriul trio (cu Andrei Egorov, contrabas și Vladimir Zasedatelev, baterie), apoi până în 1978, un alt trio (cu Iuri Genbacev, baterie și Anatoli Babii, contrabas). La începutul anilor 1970, el a fost primul artist din URSS care a început să cânte cu improvizații solo de pian, din 1978 cântând exclusiv ca solist.
În 1991 a emigrat în Germania, devenind în 1992 profesor asociat la Conservatorul „Richard Strauss” din München. Începând cu anul 1994 este profesor la catedra de pian al Liceului de muzică „Franz Liszt” din Weimar.
Este autor al mai multor compoziții de jazz pentru pian. De asemenea, interpretează programe de muzică clasică în aranjament de jazz (cu o orchestră simfonică și cu Kremerata Baltica a lui Gidon Kremer).